# L'Héritier des Mondésir
Pour les articles homonymes, voir Mondésir.
Pour plus de détails, voir Fiche technique et Distribution.
L'héritier des Mondésir est un film français réalisé par Albert Valentin en 1939.

## Synopsis
Le baron de Mondésir meurt subitement et l'on apprend dans le village que son héritier n'est autre que Bien-Aimé le facteur du pays. Mais Erika, l'aventurière qui s'est installée au château voit cela d'un très mauvais œil et fait appel au mage Waldemar qui persuade le crédule Bien-Aimé que la belle étrangère est sa sœur « astrale ». Il accepte donc de la garder au château, et même de se fiancer à elle en rompant ses fiançailles avec Janine, la gentille postière. Bientôt, le village entier se liguera contre Bien-Aimé, afin de lui faire entendre raison et de le forcer à renvoyer du château Erika et ses sbires, d'où maintes aventures.

## Fiche technique
- Autre titre : C'est un mystère
- Titre allemand : Herzdame
- Réalisation : Albert Valentin, assisté de Jacques Becker, Roger Blanc
- Scénario : d'après une idée de Lucien Guldice
- Adaptation : Jean Aurenche
- Dialogue : Pierre Bost
- Photographie : Ekkehard Kyrath
- Musique : Georges Van Parys
- Parolier : Jean Manse
- Décors : Willy Schiller, F. Fuerst
- Son : Karl Erich Kroschka
- Production : Alliance Cinématographique Européenne (Allemagne), Les Films Raoul Ploquin (France)
- Producteur : Dietrich von Theobald
- Directeur de production : Raoul Ploquin
- Tournage en mai et juin 1939 à Berlin en Allemagne, en version française uniquement
- Format :  Son mono - Noir et blanc - 35 mm (négatif et positif)  - 1,37:1
- Genre : Comédie
- Durée : 102 minutes
- Dates de sortie : 
  - France - 9 mai 1940

## Distribution
- Fernandel : Bien-Aimé, le facteur, le baron de Mondésir et ses aïeux
- Elvire Popesco : Erika, l'aventurière
- Jules Berry : Waldemar, le mage
- Gabrielle Andrew dite Gaby Andreu: Janine, la postière
- Félicien Tramel : Le curé
- Édouard Delmont : Firmin, le maître d'hôtel
- Edmond Ardisson : Justin, le chauffeur
- Monette Dinay : Rosetta
- Marthe Derminy : Mme Février-Mars
- Palmyre Levasseur : La patronne du bistrot
- Yves Deniaud : Gaston
- Fernand Flament : M. Martinot
- Auguste Mourriès : Quatrefages
- Sonia Gobar : Lucette
- Henri Beaulieu : Le colonel
- Lucien Dayle : Le notaire
- Marfa Dhervilly : La cliente du mage Waldemar
- Roger Peter : Xavier
- Philippe Grey : Max
- André Saint-Germain : Chabernac
- Simone Gauthier : La jeune fille du ciel
- Bill Bocketts : Le vitrier
- Paul Fournier : Le bistrot
- Borel : Le médecin
- Frédéric Mariotti : Costecalde
- Jacques Derives : L'ordonnateur
- Jany Marsa : La voisine
- Odile Dufay : Mlle Picoul
- Hugues Wanner : Lepetit
- Paul Denneville : Le marchand de cycles
- Ernest Varial : Le charron
- Jacqueline Dufranne : Marguerite
- Ketti Dalban : Ginette
- Suzy Flory : La commère
- Rita Stoya : Clara
- Jacques Vallois : Jimmy
- Solange Vallée : Mado
- Jean Dréjac : Le fils du marchand de cycles
- Rocca : Le petit vieux
- Elyane Hérenquel : Une jeune fille du ciel
- Denise Hélia : Gaby
- Anna Lefeuvrier : Irma
- Jeanne Longuet : Raymonde
- Léo Mourriès : Quatrefage
- Marcelli : L'épicière
- Mathilde Alberti : Mme Cassard
- I. Mense : L'ami
- Georges Serrano
- Robert Ozanne